# Giải bóng đá Vô địch Quốc gia 2008
Giải bóng đá Vô địch Quốc gia 2008, tên gọi chính thức là Giải bóng đá Vô địch Quốc gia Petro Vietnam Gas 2008 hay Petro Vietnam Gas V-League 2008 vì lý do tài trợ, là mùa giải thứ 25 và là mùa giải chuyên nghiệp thứ 8 của Giải bóng đá Vô địch Quốc gia. Giải đấu khởi tranh vào ngày 6 tháng 1 và kết thúc vào ngày 28 tháng 8 năm 2008 với 14 câu lạc bộ tham dự. Đây là năm thứ hai liên tiếp Tổng công ty Dầu khí Việt Nam trở thành nhà tài trợ chính của giải đấu. 
Câu lạc bộ Becamex Bình Dương bảo vệ thành công chức vô địch của mình. Hai đại diện của bóng đá Thủ đô là Hà Nội ACB và Hòa Phát Hà Nội đều phải xuống hạng cùng với Boss Bình Định, đội thua Cao su Đồng Tháp trong trận play-off.

## Thay đổi trong mùa giải

### Thay đổi đội bóng
| Thăng hạng từ giải Hạng Nhất 2007 - Thể Công - Xi măng Hải Phòng (đổi tên từ Vạn Hoa Hải Phòng) | Xuống hạng đến giải Hạng Nhất 2008 - Đồng Tháp - Huda Huế |

### Thay đổi tên đội bóng
| Tên cũ            | Tên mới                      | Ngày thay đổi       | Ghi chú |
| ----------------- | ---------------------------- | ------------------- | ------- |
| Pisico Bình Định  | Boss Bình Định               | Trước mùa giải      | [ 1 ]   |
| Đà Nẵng           | SHB Đà Nẵng                  | Trước mùa giải      | [ 1 ]   |
| Vạn Hoa Hải Phòng | Xi măng Hải Phòng            | Trước mùa giải      | [ 1 ]   |
| Halida Thanh Hoá  | Xi măng Công Thanh Thanh Hoá | Lượt về             | [ 2 ]   |
| Thể Công Viettel  | Thể Công                     | 23 tháng 6 năm 2008 | [ 3 ]   |

- Sau nhiều vụ rắc rối và ẩu đả trên sân trong khuôn khổ giải, trưởng ban tổ chức giải Dương Nghiệp Khôi bị thôi chức vào ngày 29 tháng 5 năm 2008 [4] và ngày 11 tháng 6 năm 2008, Liên đoàn bóng đá Việt Nam bổ nhiệm Nguyễn Hữu Bàng làm trưởng ban tổ chức giải.[5]

## Các đội tham dự
| Câu lạc bộ                         | Mùa giải 2007           | Năm đầu tiên tại V-League | Số mùa giải tại V-League |
| ---------------------------------- | ----------------------- | ------------------------- | ------------------------ |
| Becamex Bình Dương                 | Vô địch                 | 2004                      | 4                        |
| Boss Bình Định                     | Thứ 6                   | 2001                      | 6                        |
| Thép Miền Nam -Cảng Sài Gòn        | Thứ 8                   | 2000                      | 6                        |
| Đà Nẵng                            | Thứ 5                   | 2001                      | 6                        |
| Đồng Tâm Long An                   | Á quân                  | 2003                      | 5                        |
| Hà Nội ACB                         | Thứ 11                  | 2000                      | 7                        |
| Xi măng Hải Phòng                  | Á quân Giải Hạng Nhất   | 2000                      | 5                        |
| Hòa Phát Hà Nội                    | Thứ 12 - thắng play-off | 2003                      | 4                        |
| Hoàng Anh Gia Lai                  | Thứ 3                   | 2003                      | 5                        |
| Khatoco Khánh Hòa                  | Thứ 10                  | 2000                      | 3                        |
| Đạm Phú Mỹ Nam Định                | Thứ 4                   | 2000                      | 7                        |
| Tài chính Dầu khí Sông Lam Nghệ An | Thứ 7                   | 2000                      | 7                        |
| Thanh Hóa                          | Thứ 9                   | 2007                      | 1                        |
| Thể Công                           | Vô địch Giải Hạng Nhất  | 2000                      | 4                        |

### Sân vận động
| Đội bóng                     | Địa điểm                       | Sân vận động       | Sức chứa |
| ---------------------------- | ------------------------------ | ------------------ | -------- |
| Becamex Bình Dương           | Thủ Dầu Một, Bình Dương        | Gò Đậu             |          |
| Boss Bình Định               | Quy Nhơn, Bình Định            | Quy Nhơn           |          |
| Thép Miền Nam Cảng Sài Gòn   | Quận 10, Thành phố Hồ Chí Minh | Thống Nhất         |          |
| SHB Đà Nẵng                  | Quận Hải Châu, Đà Nẵng         | Chi Lăng           |          |
| Hà Nội ACB                   | Đống Đa, Hà Nội                | Hàng Đẫy           |          |
| Xi măng Hải Phòng            | Quận Ngô Quyền, Hải Phòng      | Lạch Tray          |          |
| Hòa Phát Hà Nội              | Đống Đa, Hà Nội                | Hàng Đẫy           |          |
| Hoàng Anh Gia Lai            | Pleiku, Gia Lai                | Pleiku             |          |
| Khatoco Khánh Hòa            | Nha Trang, Khánh Hòa           | 19 tháng 8         |          |
| Đồng Tâm Long An             | Cẩm Lệ, Đà Nẵng                | Hòa Xuân           |          |
| Đạm Phú Mỹ Nam Định          | Thành phố Nam Định, Nam Định   | Thiên Trường       | 30.000   |
| Sông Lam Nghệ An             | Vinh, Nghệ An                  | Vinh               |          |
| Sông Lam Nghệ An             | Thành phố Huế, Thừa Thiên Huế  | Tự Do (vòng 20-26) |          |
| Xi măng Công Thanh Thanh Hóa | Thành phố Thanh Hóa, Thanh Hóa | Thanh Hóa          |          |
| Thể Công                     | Nam Từ Liêm, Hà Nội            | Mỹ Đình            | 40.192   |
| Thể Công                     | Đống Đa, Hà Nội                | Hàng Đẫy (vòng 18) |          |

### Thay đổi huấn luyện viên
| Đội bóng         | Huấn luyện viên đi       | Hình thức                | Ngày rời đi         | Vị trí xếp hạng | Huấn luyện viên đến      | Ngày đến            | Ghi chú       |
| ---------------- | ------------------------ | ------------------------ | ------------------- | --------------- | ------------------------ | ------------------- | ------------- |
| SHB Đà Nẵng      | Phan Thanh Hùng          | Sa thải                  | 23 tháng 1 nàm 2008 | Thứ 14          | Lê Huỳnh Đức             | Tháng 1 năm 2008    | [ 6 ]         |
| Hoà Phát Hà Nội  | Trần Bình Sự             | Từ chức (sang chức GĐKT) | 25 tháng 3 năm 2008 | Thứ 13          | Nghiêm Xuân Mạnh         | 25 tháng 3 năm 2008 | [ 7 ]         |
| Hà Nội ACB       | Hoàng Văn Phúc           | Từ chức                  | 25 tháng 3 năm 2008 | Thứ 14          | Hoàng Văn Gia            | 25 tháng 3 năm 2008 | [ 8 ]         |
| Hoà Phát Hà Nội  | Nghiêm Xuân Mạnh         | Tạm quyền                |                     | Thứ 13          | Tomas Viczko             | 19 tháng 4 năm 2008 | [ 9 ]         |
| Đồng Tâm Long An | Henrique Calisto         | Chia tay                 | 13 tháng 4 năm 2008 | Thứ 3           | Ednaldo De Melo Patricio | 27 tháng 4 năm 2008 | [ 10 ]        |
| Hà Nội ACB       | Hoàng Văn Gia            |                          |                     | Thứ 13          | Nguyễn Công Vinh         | 1 tháng 7 năm 2008  | [ 11 ]        |
| Đồng Tâm Long An | Ednaldo De Melo Patricio | Từ chức                  | 25 tháng 7 năm 2008 | Thứ 9           | Trần Công Minh           | 25 tháng 7 năm 2008 | [ 12 ] [ 13 ] |
| Hoà Phát Hà Nội  | Tomas Viczko             | Sa thải                  | 11 tháng 8 năm 2008 | Thứ 14          | Nghiêm Xuân Mạnh         | 11 tháng 8 năm 2008 | [ 14 ]        |

### Cầu thủ nước ngoài
Mỗi đội được đăng kí 5 cầu thủ nước ngoài, nhưng chỉ được sử dụng tối đa 3 cầu thủ nước ngoài cùng lúc trên sân.
| Câu lạc bộ                   | Cầu thủ 1                     | Cầu thủ 2              | Cầu thủ 3                   | Cầu thủ 4              | Cầu thủ 5             | Cầu thủ cũ                                                           |
| ---------------------------- | ----------------------------- | ---------------------- | --------------------------- | ---------------------- | --------------------- | -------------------------------------------------------------------- |
| Becamex Bình Dương           | Marcio Jose Dos Reis          | Kesley Alves           | Robson D. De Lima           | Salatiel S.De Menezes  | Kubheka Philani       | Peart Joevannie                                                      |
| Boss Bình Định               | Nirut Surasiang               | Bruno De Souza Barbosa | Cruz De S. Jorge Luiz       | Nildo Franca Junior    | Anderson M.Dos Santos | Carlos Henique Rodrique                                              |
| Thép Miền Nam Cảng Sài Gòn   | Jesuel Martins Trindade       | Carlos Alberto Toso    | John Wole                   | Aniekan Okon           | Vicente Matias Gabrie | Toledo                                                               |
| SHB Đà Nẵng                  | Rogerio M. Pereira            | Almeida J. De Emidio   | Eduardo Furrier             | Robson A.G. Dias       | Molina Gaston Eduardo | Amaobi Roberto Lopez Ramon                                           |
| Hà Nội ACB                   | Josep Lebo Ngake              | Macolin N. Mbiakop     | Charles Livingstone Mbabazi | Hassan Koeman Sesay    | Ron I. Azinge         |                                                                      |
| Xi măng Hải Phòng            | Elenindo de Jesus             | Leandro de Oliveira    | Helio da Silva Assis        | Fabiano de A.Silva     | Juliano R. Cavalhero  | Bernard Achaw                                                        |
| Hòa Phát Hà Nội              | Paulo Foiani                  | Pablo C. D. Echeguia   | Eduadro Bar Quintanlha      | Eric H Muranda         | Gatera Alphonse       | Rafael Fernand Corrente Ricardo Machuca                              |
| Hoàng Anh Gia Lai            | Datsakorn Thonglao            | Sakda Joemdee          | Agostinho                   | Benjamin Mawusi Dzigba | Kone Mohamed          |                                                                      |
| Khatoco Khánh Hòa            | Kleber Santos                 | Williams Santos        | Abbey Ebenzer               | Issifu Anssah          | Jonathan Quartey      |                                                                      |
| Đồng Tâm Long An             | Tshamala A. Kabanga           | Gustavo D. Dourado     | Antonio Carlos              | Ivan Mauricio Martins  | Prince Eboagwu        | Luiz A. K. Pereira Junior Isaac Kamu Mylyanga Kings Ikporto Orighoye |
| Đạm Phú Mỹ Nam Định          | Philip Onyeka Oroko           | Kingsley Ukurare       | Victor Fernan Dezbaz        | Nana Alexandre         | Samuel Abutu          | Kone Moussa Saib Emmanuel Onyeji Ejike Obinna Darlinton Ajoku        |
| Sông Lam Nghệ An             | Andrew Opara                  | Vandinei Dos Santos    | Marcelo                     | J. Baby                | Layod David Abidoye   |                                                                      |
| Xi măng Công Thanh Thanh Hóa | Mykola Oleksandrovych Lytovka | Kizito Lawrence        | Wandwsi Rodgers             | Tostao Kwashi          | Ekene Michael         | Rafael R. de Souza Moses O.B. Oyiboaga                               |
| Thể Công                     | Sihavy Michal                 | Buston Browne          | Raphael Steve Rodrigues     | François Endene        | Mutiu Adegoke         | Katona Attilan Kuck Marco Deutsch                                    |

## Lịch thi đấu và kết quả

### Kết quả thi đấu
|                              | BBD | B.BĐ | CSG | SHBĐN | HNACB | XMHP | HPHN | HAGL | KKH | ĐTLA | ĐPMNĐ | SLNA | XTH | TCG |
| ---------------------------- | --- | ---- | --- | ----- | ----- | ---- | ---- | ---- | --- | ---- | ----- | ---- | --- | --- |
| Becamex Bình Dương           | XXX | 4-0  | 0-1 | 2-0   | 3-2   | 0-0  | 3-0  | 3-0  | 1-1 | 0-3  | 1-0   | 1-0  | 0-0 | 0-1 |
| Boss Bình Định               | 0-1 | XXX  | 3-2 | 1-4   | 1-0   | 3-2  | 2-0  | 1-2  | 2-2 | 1-1  | 0-0   | 3-2  | 3-4 | 0-0 |
| Thép Miền Nam Cảng Sài Gòn   | 1-1 | 2-4  | XXX | 0-0   | 2-1   | 1-1  | 3-1  | 3-1  | 2-1 | 1-0  | 2-0   | 2-0  | 3-0 | 1-0 |
| SHB Đà Nẵng                  | 1-0 | 1-0  | 1-0 | XXX   | 1-2   | 1-2  | 1-1  | 4-0  | 2-0 | 3-2  | 2-3   | 3-2  | 6-0 | 1-1 |
| Hà Nội ACB                   | 1-3 | 1-1  | 1-1 | 2-3   | XXX   | 2-2  | 2-0  | 0-3  | 1-4 | 1-5  | 1-2   | 4-2  | 0-0 | 2-0 |
| Xi măng Hải Phòng            | 2-0 | 3-0  | 6-0 | 4-0   | 4-0   | XXX  | 2-1  | 1-0  | 1-1 | 1-1  | 4-1   | 0-0  | 1-1 | 2-1 |
| Hòa Phát Hà Nội              | 1-0 | 3-3  | 3-1 | 1-1   | 1-1   | 0-3  | XXX  | 1-1  | 0-0 | 0-2  | 1-3   | 2-4  | 0-0 | 0-1 |
| Hoàng Anh Gia Lai            | 0-1 | 0-0  | 3-2 | 2-2   | 2-0   | 2-0  | 1-1  | XXX  | 1-0 | 3-3  | 3-0   | 3-2  | 1-0 | 2-3 |
| Khatoco Khánh Hòa            | 0-1 | 2-2  | 2-1 | 0-0   | 1-0   | 0-1  | 3-1  | 2-1  | XXX | 4-2  | 3-2   | 2-2  | 1-1 | 1-0 |
| Đồng Tâm Long An             | 2-4 | 4-1  | 3-1 | 3-1   | 1-1   | 2-1  | 2-0  | 0-1  | 2-0 | XXX  | 2-1   | 0-3  | 2-1 | 3-1 |
| Đạm Phú Mỹ Nam Định          | 1-0 | 0-0  | 2-0 | 1-0   | 2-0   | 2-1  | 0-0  | 0-1  | 0-1 | 1-3  | XXX   | 3-1  | 0-1 | 0-1 |
| Sông Lam Nghệ An             | 0-1 | 6-0  | 0-0 | 2-0   | 2-0   | 1-1  | 2-1  | 1-1  | 2-1 | 4-1  | 3-0   | XXX  | 1-0 | 2-2 |
| Xi măng Công Thanh Thanh Hóa | 1-2 | 0-0  | 1-3 | 0-2   | 2-1   | 2-1  | 1-0  | 3-1  | 1-1 | 1-1  | 0-0   | 2-0  | XXX | 3-1 |
| Thể Công                     | 0-0 | 2-0  | 0-0 | 3-4   | 0-0   | 2-1  | 2-1  | 2-1  | 0-1 | 1-1  | 1-0   | 2-2  | 1-0 | XXX |

## Tóm tắt mùa giải
Được coi là ứng cử viên cho một trong hai suất xuống hạng khi mùa bóng chưa khởi tranh, Xi măng Hải Phòng đã gây bất ngờ lớn khi thắng cả bốn trận đầu mùa giải, trong đó có hai trận thắng trước Thể Công và Thép Miền Nam Cảng Sài Gòn, vốn là những đội bóng có phong độ ổn định nhất trong những vòng đấu đầu tiên. Vươn lên dẫn đầu bảng xếp hạng sau khi thắng Thép - Cảng 6 bàn không gỡ, giành cả ba giải thưởng của tháng 1 (Cầu thủ, Đội bóng và Huấn luyện viên xuất sắc nhất tháng), "hiện tượng Hải Phòng" được coi là tâm điểm của tháng trước Tết.
Vòng đấu thứ 13 (13 tháng 4), sau trận hòa 2-2 giữa Thể Công và Sông Lam Nghệ An, cổ động viên hai đội đã xô xát dữ dội, đuổi đánh nhau trên khán đài. Một số cổ động viên đội Thể Công bị thương đầu, tay.
Vòng đấu thứ 16 (11 và 13 tháng 5), trong trận đấu giữa Đà Nẵng và Đồng Tâm Long An trên sân vận động Chi Lăng, sau khi trọng tài Nguyễn Xuân Hòa công nhận bàn thắng của Đồng Tâm vào phút thứ 74, đội Đà Năng đã phản đối và bỏ ra ngoài sân không thi đấu. Sau đó, trọng tài Nguyễn Xuân Hòa thay đổi quyết định, không công nhận bàn thắng này làm đội Đồng Tâm cũng bỏ ra ngoài sân phản đối. Với quyết định gây tranh cãi này, trọng tài Nguyễn Xuân Hòa bị treo còi 4 trận.. Tuy nhiên, ông Hòa nói rằng giám sát trận đấu và quan chức Liên đoàn bóng đá Việt Nam đã gây sức ép với ông.
Vòng đấu thứ 18 (24 và 24 tháng 5), Thể Công trở lại vị trí đầu bảng sau khi thắng Hòa Phát 2-1. Tuy nhiên, tâm điểm của vòng đấu này là vụ bạo loạn ngày chủ nhật trên sân vận động Vinh giữa cổ động viên 2 đội Sông Lam Nghệ An và Hải Phòng làm gần 10 người bị thương và 1 người bị xe ô tô chở cổ động viên Hải Phòng cán chết. Bạo loạn xảy ra kể từ khi đội Hải Phòng gỡ hòa phút thứ 87, cổ động viên 2 bên ném gạch đá vào nhau. Cổ động viên Hải Phòng phải chạy xuống sân để tránh nhưng bị cổ động viên Sông Lam Nghệ An đuổi theo. Hơn 3 tiếng sau trận đấu, đội Hải Phòng và cổ động viên mới rời khỏi sân nhưng tiếp tục bị ném đá từ 2 bên đường cũng như đuổi theo. Đây là lần thứ 2 trong vòng 1 tháng rưỡi, xô xát xảy ra trên sân vận động Vinh (lần trước với cổ động viên Thể Công).
Ngày 29 tháng 5, Bộ Văn hóa, Thể thao và Du lịch đã yêu cầu Liên đoàn bóng đá Việt Nam thay thế Trưởng ban tổ chức giải (ông Dương Nghiệp Khôi) và đe dọa có thể dừng giải nếu tiếp tục xảy ra các sự việc tương tự.
Sau 26 vòng đấu, câu lạc bộ bóng đá Bình Dương bảo vệ thành công chức vô địch của mình. Hai đội bóng còn lại bước lên bục nhận huy chương là Đồng Tâm Long An và Xi Măng Hải Phòng. Đối với Hải Phòng đây là một bất ngờ nhỏ do đội mới vừa thăng hạng và không thực sự được đánh giá cao trước khi mùa giải diễn ra. Còn đối với đội bóng của "bầu Thắng", họ tiếp tục khẳng định là đội bóng ổn định nhất Việt Nam khi lần thứ 6 liên tiếp đứng trong top 3 của V-League. Đây cũng là một mùa giải buồn cho bóng đá thủ đô khi hai đại diện là Hà Nội ACB và Hòa Phát Hà Nội đều phải xuống hạng. Đội bóng thứ ba phải thi đấu ở giải Hạng Nhất 2009 là Boss Bình Định sau khi thua Cao su Đồng Tháp trong trận play-off.

## Bảng xếp hạng
| VT | Đội                                | ST | T  | H  | B  | BT | BB | HS  | Đ  | Giành quyền tham dự hoặc xuống hạng        |
| -- | ---------------------------------- | -- | -- | -- | -- | -- | -- | --- | -- | ------------------------------------------ |
| 1  | Becamex Bình Dương (C)             | 26 | 14 | 5  | 7  | 32 | 18 | +14 | 47 | Vòng bảng AFC Cup 2009                     |
| 2  | Đồng Tâm Long An                   | 26 | 13 | 6  | 7  | 51 | 37 | +14 | 45 |                                            |
| 3  | Xi măng Hải Phòng                  | 26 | 12 | 8  | 6  | 47 | 25 | +22 | 44 |                                            |
| 4  | SHB Đà Nẵng                        | 26 | 12 | 6  | 8  | 44 | 34 | +10 | 42 |                                            |
| 5  | Thép Miền Nam Cảng Sài Gòn         | 26 | 11 | 6  | 9  | 35 | 35 | 0   | 39 |                                            |
| 6  | Khatoco Khánh Hoà                  | 26 | 10 | 9  | 7  | 34 | 29 | +5  | 39 |                                            |
| 7  | Hoàng Anh Gia Lai                  | 26 | 11 | 6  | 9  | 36 | 35 | +1  | 39 |                                            |
| 8  | Thể Công                           | 26 | 10 | 8  | 8  | 28 | 28 | 0   | 38 |                                            |
| 9  | Tài chính Dầu khí Sông Lam Nghệ An | 26 | 10 | 7  | 9  | 46 | 35 | +11 | 36 |                                            |
| 10 | Xi măng Công Thanh Thanh Hóa       | 26 | 8  | 9  | 9  | 25 | 32 | −7  | 33 |                                            |
| 11 | Đạm Phú Mỹ Nam Định                | 26 | 9  | 4  | 13 | 24 | 32 | −8  | 31 |                                            |
| 12 | Boss Bình Định (R)                 | 26 | 6  | 10 | 10 | 31 | 48 | −17 | 28 | Play-off giành quyền tham dự V-League 2009 |
| 13 | Hà Nội ACB (R)                     | 26 | 4  | 7  | 15 | 26 | 48 | −22 | 19 | Xuống hạng Nhất 2009                       |
| 14 | Hòa Phát Hà Nội (R)                | 26 | 2  | 9  | 15 | 21 | 44 | −23 | 15 | Xuống hạng Nhất 2009                       |

1. 1 2 3  Điểm đối đầu bằng nhau (6 điểm), hiệu số bàn thắng thua đối đầu: Thép Miền Nam Cảng Sài Gòn +1, Khatoco Khánh Hoà 0, Hoàng Anh Gia Lai -1.
2. ↑  Tài chính Dầu khí Sông Lam Nghệ An bị trừ 1 điểm do những lộn xộn trên sân Vinh.

## Đấu play-off
Giữa đội xếp thứ 12 giải bóng đá vô địch quốc gia và đội xếp thứ 3 giải hạng nhất.
| Boss Bình Định                                               | 0 - 1      | Cao su Đồng Tháp                                                 |
| ------------------------------------------------------------ | ---------- | ---------------------------------------------------------------- |
| Đỗ Xuân Hùng 7' · Cruz De Jorge Luiz 7' · Đỗ Thanh Sang 65'' | (chi tiết) | Nguyễn Quý Sửu 63' · Dương Văn Pho 45' · Nguyễn Văn Hùng 90+1' · |

## Tổng số khán giả

### Theo vòng đấu
| Vòng đấu  | Tổng cộng | Trung bình |
| --------- | --------- | ---------- |
| Vòng 1    | 55.500    | 7.929      |
| Vòng 2    | 56.000    | 8.000      |
| Vòng 3    | 51.500    | 7.357      |
| Vòng 4    | 53.500    | 7.642      |
| Vòng 5    | 51.000    | 7.286      |
| Vòng 6    | 54.000    | 7.714      |
| Vòng 7    | 64.000    | 9.143      |
| Vòng 8    | 48.500    | 6.928      |
| Vòng 9    | 68.000    | 9.714      |
| Vòng 10   | 71.500    | 10.214     |
| Vòng 11   | 67.000    | 9.571      |
| Vòng 12   | 75.000    | 10.714     |
| Vòng 13   | 63.500    | 9.071      |
| Vòng 14   | 69.500    | 9.928      |
| Vòng 15   | 58.000    | 8.286      |
| Vòng 16   | 71.500    | 10.214     |
| Vòng 17   | 39.600    | 5.657      |
| Vòng 18   | 53.000    | 7.571      |
| Vòng 19   | 34.000    | 4.857      |
| Vòng 20   | 33.500    | 4.786      |
| Vòng 21   | 64.000    | 9.143      |
| Vòng 22   | 40.000    | 5.714      |
| Vòng 23   | 50.500    | 7.214      |
| Vòng 24   | 40.800    | 5.828      |
| Vòng 25   | 15.500    | 2.214      |
| Vòng 26   | 34.300    | 4.900      |
| Tổng cộng | 1.383.200 | 7.600      |

### Theo câu lạc bộ
| Câu lạc bộ                         | Tổng cộng | Cao nhất | Thấp nhất | Trung bình |
| ---------------------------------- | --------- | -------- | --------- | ---------- |
| Becamex Bình Dương                 | 138.000   | 22.000   | 5.000     | 10.615     |
| Boss Bình Định                     | 60.800    | 8.000    | 1.500     | 4.676      |
| Đạm Phú Mỹ Nam Định                | 52.000    | 2.000    | 7.000     | 4.000      |
| Đồng Tâm Long An                   | 96.500    | 16.000   | 1.000     | 7.423      |
| Hà Nội ACB                         | 19.800    | 3.000    | 300       | 1.523      |
| Hoàng Anh Gia Lai                  | 82.000    | 9.000    | 1.000     | 6.307      |
| Hòa Phát Hà Nội                    | 28.600    | 6.000    | 500       | 2.200      |
| Khatoco Khánh Hoà                  | 83.500    | 10.000   | 3.000     | 6.423      |
| SHB Đà Nẵng                        | 172.000   | 22.000   | 5.000     | 13.230     |
| Tài chính Dầu khí Sông Lam Nghệ An | 78.000    | 18.000   | 0         | 6.000      |
| Thép Miền Nam Cảng Sài Gòn         | 47.500    | 7.000    | 1.000     | 3.653      |
| Thể Công                           | 118.000   | 18.000   | 2.000     | 9.076      |
| Xi măng Công Thanh Thanh Hóa       | 118.500   | 13.500   | 4.000     | 9.115      |
| Xi măng Hải Phòng                  | 288.000   | 30.000   | 13.000    | 22,153     |
| Tổng cộng                          | 1.383.200 | 30.000   | 0         | 7.600      |

1. ↑  Tài chính Dầu khí Sông Lam Nghệ An phải thi đấu trên sân nhà không khán giả ở vòng 15 sau những sự cố liên quan đến cổ động viên trong trận gặp Thể Công.

### Số khán giả cao nhất
| Xếp hạng | Đội nhà           | Tỷ số | Đội khách           | Số khán giả | Ngày                | Sân vận động           |
| -------- | ----------------- | ----- | ------------------- | ----------- | ------------------- | ---------------------- |
| 1        | Xi măng Hải Phòng | 1–0   | Hoàng Anh Gia Lai   | 30.000      | 6 tháng 4 năm 2008  | Sân vận động Lạch Tray |
| 1        | Xi măng Hải Phòng | 4–0   | SHB Đà Nẵng         | 30.000      | 27 tháng 4 năm 2008 | Sân vận động Lạch Tray |
| 1        | Xi măng Hải Phòng | 1–1   | Khatoco Khánh Hoà   | 30.000      | 11 tháng 5 năm 2008 | Sân vận động Lạch Tray |
| 2        | Xi măng Hải Phòng | 4–1   | Đạm Phú Mỹ Nam Định | 29.000      | 20 tháng 7 năm 2008 | Sân vận động Lạch Tray |
| 3        | Xi măng Hải Phòng | 2–1   | Hòa Phát Hà Nội     | 24.000      | 23 tháng 3 năm 2008 | Sân vận động Lạch Tray |

## Thống kê mùa giải

### Kỷ lục
- Trận thắng đậm nhất: 6-0
  - Xi măng Hải Phòng - Thép Miền Nam - Cảng Sài Gòn, ngày 26 tháng 1 năm 2008
  - TCDK-Sông Lam Nghệ An - Boss Bình Định, ngày 30 tháng 3 năm 2008
  - SHB Đà Nẵng - Xi măng Công Thanh Thanh Hoá, ngày 20 tháng 7 năm 2008
- Số bàn thắng nhiều nhất được một cầu thủ ghi trong một trận: 4
  - Almeida (SHB Đà Nẵng) trận SHB Đà Nẵng thắng Xi măng Công Thanh Thanh Hoá 6-0, vòng 21, ngày 20 tháng 7, 2008

### Cầu thủ ghi bàn
Nguồn: "vff.org.vn"., "Vòng 26".

#### Cầu thủ ghi bàn hàng đầu
| STT | Cầu thủ            | Câu lạc bộ            | Số bàn thắng |
| --- | ------------------ | --------------------- | ------------ |
| 1   | Almeida            | SHB Đà Nẵng           | 23           |
| 2   | Antonio Carlos     | Đồng Tâm Long An      | 21           |
| 3   | Elenildo De Jesus  | Xi măng Hải Phòng     | 17           |
| 4   | Jesuel M. Trindade | TMN Cảng Sài Gòn      | 16           |
| 5   | Nguyễn Ngọc Thanh  | Xi măng Hải Phòng     | 12           |
| -   | Trần Đức Dương     | ĐPM Nam Định          | 12           |
| 7   | Agostinho Filho    | Hoàng Anh Gia Lai     | 11           |
| -   | Lê Công Vinh       | TCDK Sông Lam Nghệ An | 11           |
| -   | Nildo F. Junior    | Boss Bình Định        | 11           |
| -   | Philani            | Becamex Bình Dương    | 11           |

| 5–10 bàn | 5–10 bàn | 5–10 bàn | 5–10 bàn |
| -------- | --- | --- | -------- |
|          | 10 bàn - Nguyễn Quang Hải (Khatoco Khánh Hòa) 8 bàn - Molina Gaston Eduardo (SHB Đà Nẵng) - Vandinei Dos Santos (TCDK Sông Lam Nghệ An) 7 bàn - Tshamala A. Kabanga (Đồng Tâm Long An) - Leandro De Oliveira (Xi măng Hải Phòng) - Jonathan Quartey (Khatoco Khánh Hòa) - Andrew Opara (TCDK Sông Lam Nghệ An) - François Endene (Thể Công) | 6 bàn - Jorge Luiz (Boss Bình Định) - Phạm Thành Lương (Hà Nội ACB) - Josep Lebo Ngake (Hà Nội ACB) - Eduadro Bar Quintanlha (Hòa Phát Hà Nội) - Nguyễn Tăng Tuấn (Hoàng Anh Gia Lai) 5 bàn - Charles Mbabazi (Hà Nội ACB) - Trương Hoàng Vũ (Hòa Phát Hà Nội) - Nguyễn Trọng Hoàng (TCDK Sông Lam Nghệ An) - Raphael Steve Rodrigues (Thể Công) |          |

| 4 bàn | 4 bàn | 4 bàn | 4 bàn |
| ----- | --- | --- | ----- |
|       | - Nguyễn Anh Đức (Becamex Bình Dương) - Nguyễn Thái Dương (Boss Bình Định) - Lê Kim Bình (Boss Bình Định) - Nguyễn Việt Thắng (Đồng Tâm Long An) - Nguyễn Minh Phương (Đồng Tâm Long An) - Trương Huỳnh Điệp (Hà Nội ACB) | - Nguyễn Minh Nghĩa (Hoàng Anh Gia Lai) - Hoàng Đình Tùng (XMCT Thanh Hóa) - Tostao (XMCT Thanh Hóa) - Nguyễn Ngọc Duy (Thể Công) - Trịnh Quang Vinh (Thể Công) |       |

| 3 bàn | 3 bàn | 3 bàn | 3 bàn |
| ----- | --- | --- | ----- |
|       | - Nguyễn Vũ Phong (Becamex Bình Dương) - Kesley Alves (Becamex Bình Dương) - Cao Tùng A Vĩ (TMN Cảng Sài Gòn) - Đặng Ngọc Tùng (TMN Cảng Sài Gòn) - Vicente Gabriel (TMN Cảng Sài Gòn) - Huỳnh Ngọc Quang (TMN Cảng Sài Gòn) - Huỳnh Quốc Anh (SHB Đà Nẵng) - Lê Hồng Minh (SHB Đà Nẵng) - Phan Quý Hoàng Lâm (Đồng Tâm Long An) - Gustavo D. Dourado (Đồng Tâm Long An) - Đồng Đức Thắng (Xi măng Hải Phòng) | - Hồ Văn Thuận (Hoàng Anh Gia Lai) - Datsakorn Thonglao (Hoàng Anh Gia Lai) - Kone Mohamed (Hoàng Anh Gia Lai) - Lê Hữu Chương (Khatoco Khánh Hòa) - Kleber Santos (Khatoco Khánh Hòa) - Obinna Darlinton Ajoku (ĐPM Nam Định) - Moses O.B. Oyiboaga (XMCT Thanh Hóa) - Wandwsi Rodgers (XMCT Thanh Hóa) - Lê Văn Tuấn (XMCT Thanh Hóa) - Thạch Bảo Khanh (Thể Công) |       |

| 2 bàn | 2 bàn | 2 bàn | 2 bàn |
| ----- | --- | --- | ----- |
|       | - Swieh Jonal (Becamex Bình Dương) - Robson de Lima (Becamex Bình Dương) - Đỗ Thanh Sang (Boss Bình Định) - Dương Văn Tiến (TMN Cảng Sài Gòn) - John Wole (TMN Cảng Sài Gòn) - Eduardo Furrier (SHB Đà Nẵng) - Phan Văn Tài Em (Đồng Tâm Long An) - Ivan Martin (Đồng Tâm Long An) - Đặng Văn Thành (Xi măng Hải Phòng) - Helio da Silva Assis (Xi măng Hải Phòng) | - Nguyễn Văn Vinh (Hòa Phát Hà Nội) - Trần Đoàn Khoa Thanh (Hòa Phát Hà Nội) - Paulo Foiani (Hòa Phát Hà Nội) - Đào Văn Phong (Khatoco Khánh Hòa) - Williams Santos (Khatoco Khánh Hòa) - Hoàng Danh Ngọc (ĐPM Nam Định) - Philip Onyeka Oroko (ĐPM Nam Định) - Trương Đắc Khánh (TCDK Sông Lam Nghệ An) - Phan Như Thuật (TCDK Sông Lam Nghệ An) - Rafael R. de Souza (XMCT Thanh Hóa) |       |

| 1 bàn | 1 bàn | 1 bàn | 1 bàn |
| ----- | --- | --- | ----- |
|       | - Trần Trường Giang (Becamex Bình Dương) - Salatiel Menezes (Becamex Bình Dương) - Nguyễn Văn Linh (Becamex Bình Dương) - Giang Thành Thông (Becamex Bình Dương) - Huỳnh Quang Thanh (Becamex Bình Dương) - Carlos Henrique Rodrique (Boss Bình Định) - Bruno S. Barbosa (Boss Bình Định) - Đỗ Xuân Hùng (Boss Bình Định) - Nguyễn Mậu Thìn (Boss Bình Định) - Lưu Ngọc Hùng (TMN Cảng Sài Gòn) - Aniekan (TMN Cảng Sài Gòn) - Trần Văn Tuấn (TMN Cảng Sài Gòn) - Amaobi (SHB Đà Nẵng) - Phan Thanh Phúc (SHB Đà Nẵng) - Phạm Hùng Dũng (SHB Đà Nẵng) - Rogerio M. Pereira (SHB Đà Nẵng) - Trương Quang Tuấn (SHB Đà Nẵng) - Kings I. Orighoye (Đồng Tâm Long An) - Phan Văn Santos (Đồng Tâm Long An) - Võ Phi Thường (Đồng Tâm Long An) - Lưu Minh Trí (Đồng Tâm Long An) - Phan Thanh Giang (Đồng Tâm Long An) - Hassan K. Sesay (Hà Nội ACB) - Macolin Mbiakop (Hà Nội ACB) - Nguyễn Tân Thịnh (Hà Nội ACB) - Trần Tuấn Anh (Hà Nội ACB) - Fabiano de A. Silva (Xi măng Hải Phòng) - Bernard Achaw (Xi măng Hải Phòng) - Mai Ngọc Quang (Xi măng Hải Phòng) - Bùi Trọng Nghĩa (Xi măng Hải Phòng) - Alphonse Gatera (Hòa Phát Hà Nội) - Muranda H. Eric (Hòa Phát Hà Nội) | - Đinh Thanh Trung (Hòa Phát Hà Nội) - A Huỳnh (Hoàng Anh Gia Lai) - Lương Trung Tuấn (Hoàng Anh Gia Lai) - Chu Ngọc Cảnh (Hoàng Anh Gia Lai) - Trần Duy Quang (Hoàng Anh Gia Lai) - Nguyễn Trọng Thông (Khatoco Khánh Hòa) - Phan Ngọc Thạch (Khatoco Khánh Hòa) - Nguyễn Ngọc Điểu (Khatoco Khánh Hòa) - Phạm Hoàng Đức (Khatoco Khánh Hòa) - Lê Tấn Tài (Khatoco Khánh Hòa) - Võ Duy Nam (Khatoco Khánh Hòa) - Trần Trọng Bình (Khatoco Khánh Hòa) - Nguyễn Văn Biển (ĐPM Nam Định) - Hoàng Nhật Nam (ĐPM Nam Định) - Khương Quốc Tuấn (ĐPM Nam Định) - Lê Ngọc Lung (ĐPM Nam Định) - Hoàng Văn Bình (TCDK Sông Lam Nghệ An) - Nguyễn Hồng Tiến (TCDK Sông Lam Nghệ An) - J. Baby (TCDK Sông Lam Nghệ An) - Nguyễn Quang Tình (TCDK Sông Lam Nghệ An) - Nguyễn Huy Hoàng (TCDK Sông Lam Nghệ An) - Nguyễn Minh Đức (TCDK Sông Lam Nghệ An) - Abidoye (TCDK Sông Lam Nghệ An) - Nguyễn Đình Hiệp (TCDK Sông Lam Nghệ An) - Marcelo (TCDK Sông Lam Nghệ An) - Đồng Huy Thái (XMCT Thanh Hóa) - Đỗ Trọng Hải (XMCT Thanh Hóa) - Hà Hoàng Đảm (XMCT Thanh Hóa) - Đặng Khánh Lâm (Thể Công) - Đặng Phương Nam (Thể Công) - Nguyễn Văn Nam (Thể Công) - Ngô Tuấn Hùng (Thể Công) |       |

| - Nguyễn Việt Kim Long (TMN Cảng Sài Gòn) - trận gặp B. Bình Dương - Trần Hải Lâm (SHB Đà Nẵng) - trận gặp ĐPM Nam Định - Lê Đức Tuấn (Hà Nội ACB) - trận gặp B. Bình Dương - Bernard Achaw (Xi măng Hải Phòng) - trận gặp Thể Công - Fabiano de A. Silva (Xi măng Hải Phòng) - trận gặp Hòa Phát Hà Nội - Nguyễn Văn Nam (Xi măng Hải Phòng) - trận gặp XMCT Thanh Hóa | - Benjamin Mawusi Dzigba (Hoàng Anh Gia Lai) - trận gặp TCDK SLNA - Chu Ngọc Cảnh (Hoàng Anh Gia Lai) - trận gặp TCDK SLNA - Phạm Hoàng Đức (Khatoco Khánh Hòa) - trận gặp Hoàng Anh Gia Lai - Đào Văn Phong (Khatoco Khánh Hòa) - trận gặp XMCT Thanh Hóa - J. Baby (TCDK Sông Lam Nghệ An) - trận gặp Hà Nội ACB - Đặng Khánh Lâm (Thể Công) - trận gặp Hoàng Anh Gia Lai |

## Các giải thưởng

### Giải thưởng tháng
Mùa giải này, các giải thưởng tháng được khôi phục cho cầu thủ, huấn luyện viên, đội bóng xuất sắc nhất và bàn thắng đẹp nhất. Giải thưởng bàn thắng đẹp nhất tháng sẽ do khán giả truyền hình của VCTV3 quyết định.
| Các giải thưởng xuất sắc nhất tháng | Các giải thưởng xuất sắc nhất tháng | Các giải thưởng xuất sắc nhất tháng      | Các giải thưởng xuất sắc nhất tháng    |
| Tháng                               | Câu lạc bộ                          | Huấn luyện viên                          | Cầu thủ                                |
| ----------------------------------- | ----------------------------------- | ---------------------------------------- | -------------------------------------- |
| Tháng 1                             | Xi Măng Hải Phòng                   | Vương Tiến Dũng (Xi Măng Hải Phòng)      | Nguyễn Ngọc Thanh (Xi Măng Hải Phòng)  |
| Tháng 2                             | TCDK Sông Lam Nghệ An               | Nguyễn Văn Thịnh (TCDK Sông Lam Nghệ An) | Jesuel M. Trindade (TMN Cảng Sài Gòn)  |
| Tháng 3                             | TCDK Sông Lam Nghệ An               | Nguyễn Văn Thịnh (TCDK Sông Lam Nghệ An) | Almeida (SHB Đà Nẵng)                  |
| Tháng 4                             | Becamex Bình Dương                  | Lê Thụy Hải (Becamex Bình Dương)         | Jesuel M. Trindade (TMN Cảng Sài Gòn)  |
| Tháng 5                             | Đồng Tâm Long An                    | Gyorrgy Galhidi (Thể Công)               | Gustavo D. Dourado (Đồng Tâm Long An)  |
| Tháng 7                             | SHB Đà Nẵng                         | Lê Huỳnh Đức (SHB Đà Nẵng)               | Almeida (SHB Đà Nẵng)                  |
| Tháng 8                             | Becamex Bình Dương                  | Lê Thụy Hải (Becamex Bình Dương)         | Elelnildo De Jesus (Xi Măng Hải Phòng) |

### Giải thưởng chung cuộc
- Đội vô địch: Becamex Bình Dương, phần thưởng 700 triệu đồng.
- Á quân: Đồng Tâm Long An, phần thưởng 350 triệu đồng.
- Thứ ba: Xi măng Hải Phòng, phần thưởng 150 triệu đồng.
- Giải phong cách: Đồng Tâm Long An, phần thưởng 50 triệu đồng.
- Vua phá lưới: Almeida (Đà Nẵng), 23 bàn.
- Hội cổ động viên tốt nhất: Hội CĐV Bình Dương

| Giải bóng đá vô địch quốc gia 2008 Nhà vô địch |
| ---------------------------------------------- |
| Becamex Bình Dương Lần thứ hai                 |